# Mormyrus tenuirostris
Mormyrus tenuirostris é uma espécie de peixe da família Mormyridae.
É endémica do Quénia.
Os seus habitats naturais são: rios. 